# Casa della Parete Nera

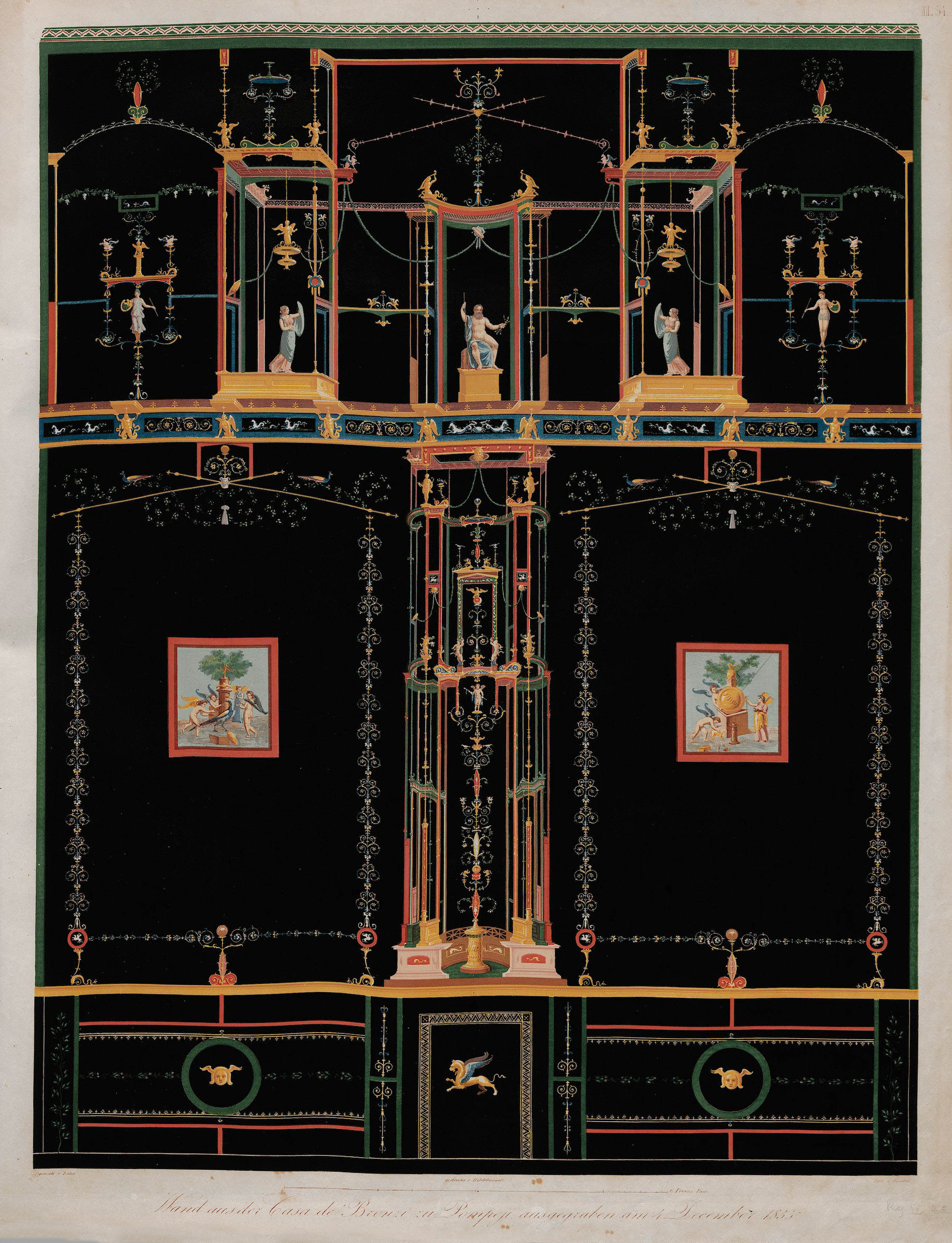
Schwarzgrundige Wandmalerei im 4. Stil

Die Casa della Parete Nera (Haus der schwarzen Wand) ist ein Wohnhaus in Pompeji (VII 4, 59), das zwischen 1832 und 1837 ausgegraben wurde. Es wurde 1943 im Zweiten Weltkrieg bombardiert und dabei stark beschädigt. Seinen modernen Namen erhielt es anhand einer schwarzgrundigen Wanddekoration.

## Beschreibung
Das Haus wurde wahrscheinlich schon im 2. Jahrhundert v. Chr. errichtet. Es wird über die Fauces betreten, von denen man in das Atrium gelangt. Es folgt das Tablinum und dahinter befindet sich ein großes, mit Säulen geschmücktes Peristyl. Zwischen den Säulen im Peristyl waren dekorierte Marmorscheiben (Oszilla) aufgehängt. Dessen Rückwand ist mit acht Halbsäulen dekoriert. Das Haus war reich mit Mosaiken und Wandmalereien im 3. Stil und im 4. Stil dekoriert. Diese Dekorationen sind heute meist nur noch von Zeichnungen und alten Fotos her bekannt. Lawrence Richardson Jr. vermutete, dass der sogenannte Marco-Lucrezio-Maler die Wandbilder im namensgebenden Raum ausführte. Die Bilder zeigen Eroten, die bei religiösen Ritualen dargestellt sind.

## Galerie

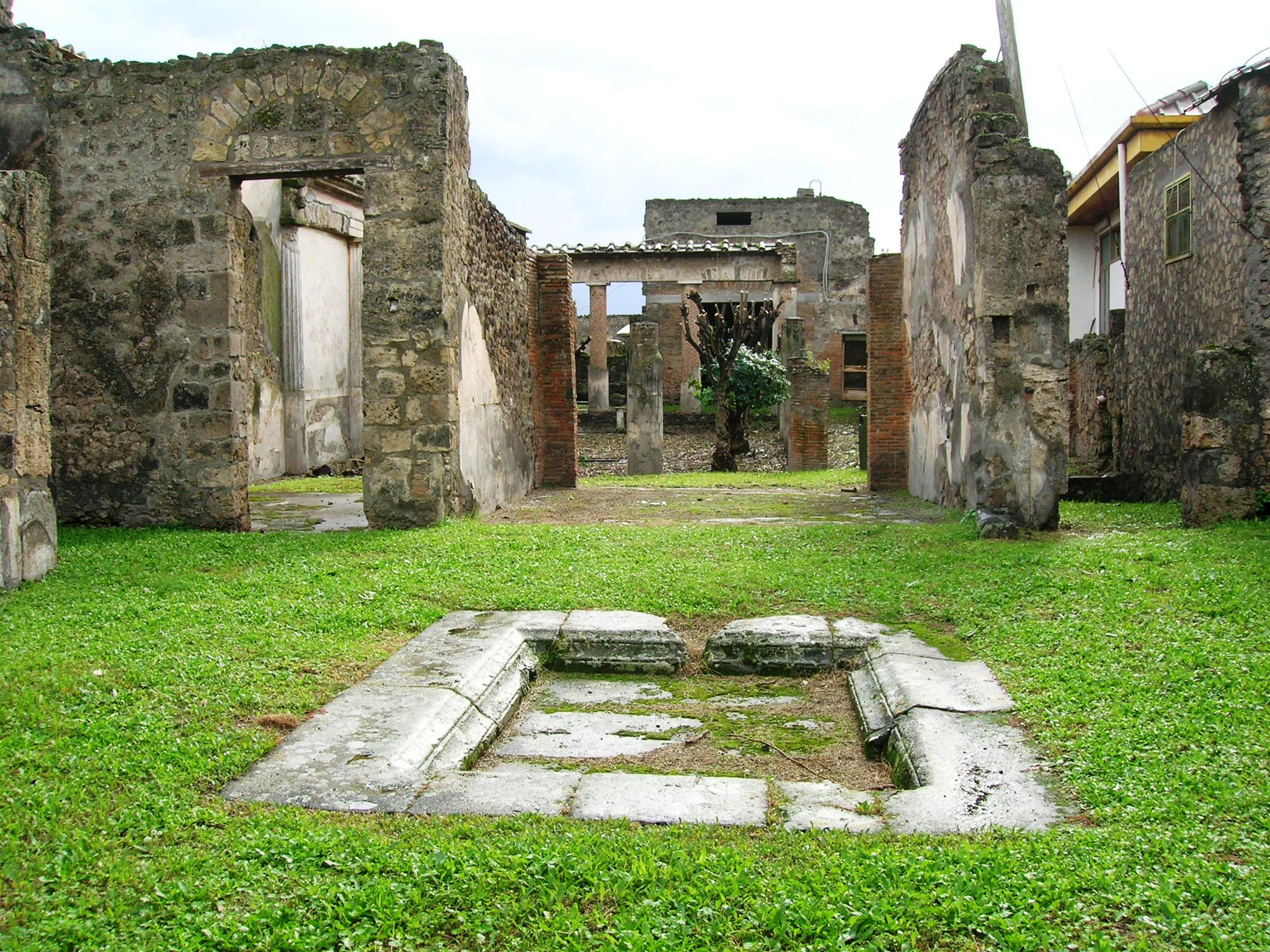
Atrium
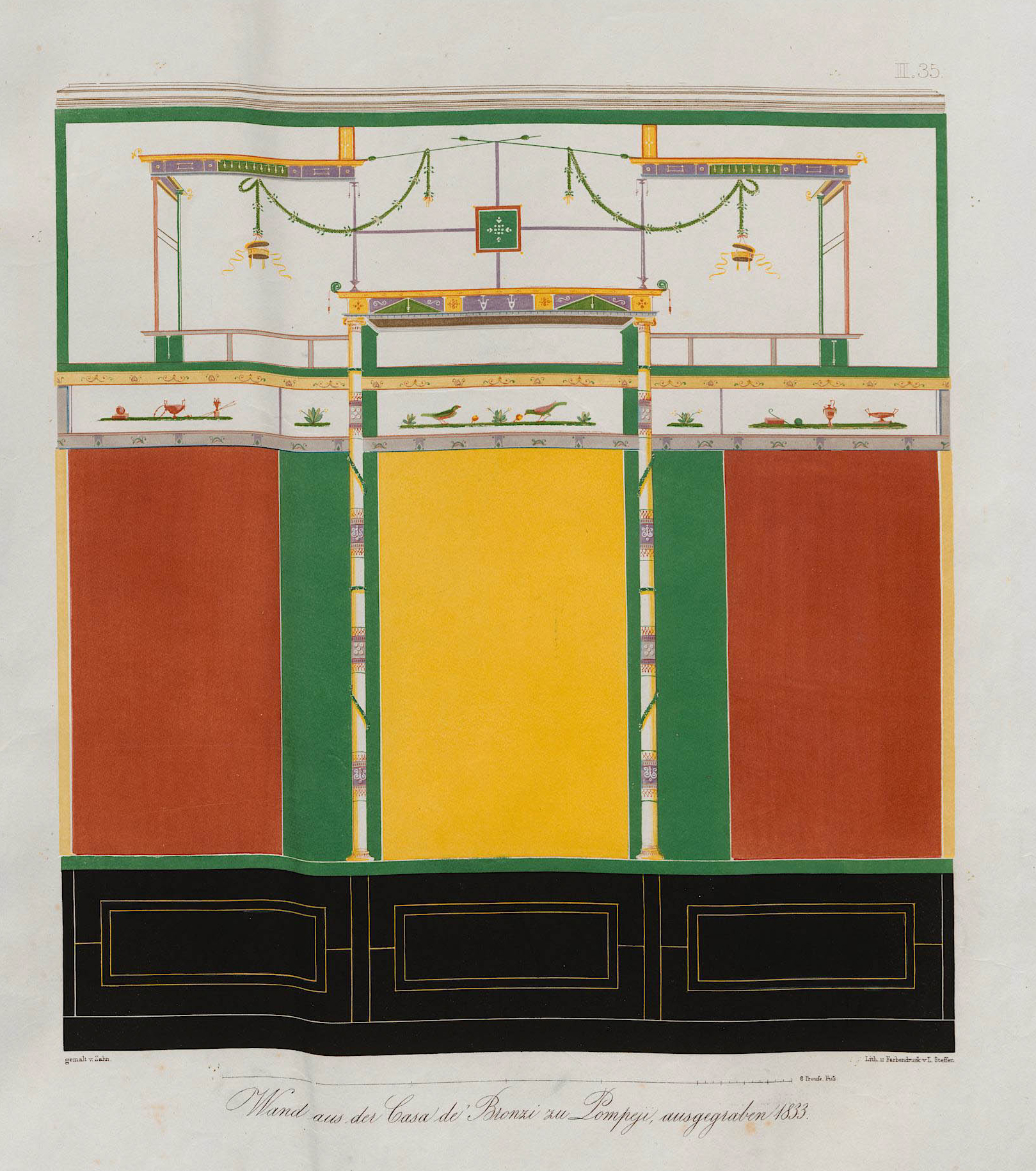
Wandmalerei im 3. Stil
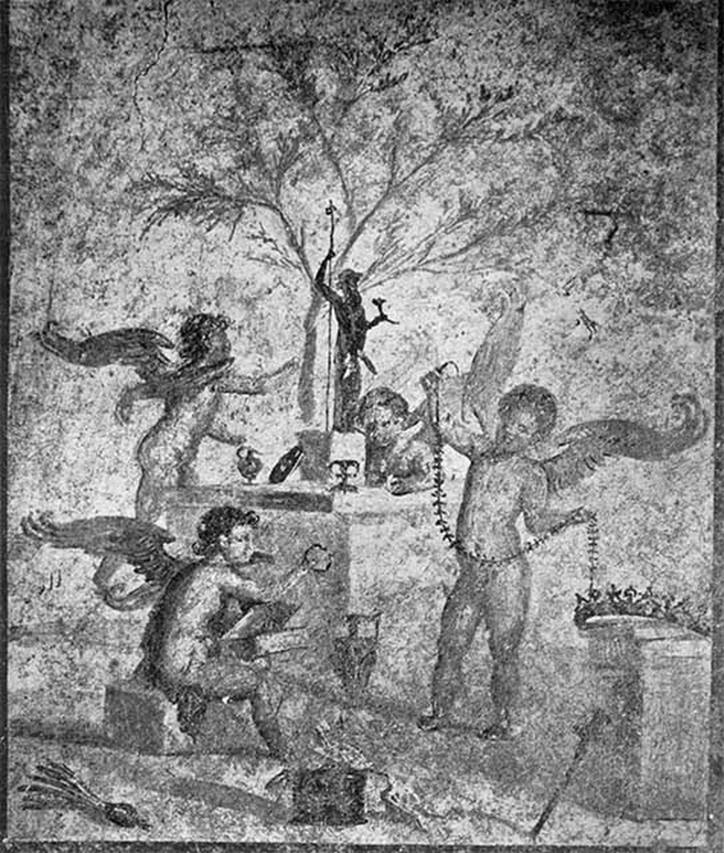
Wandgemälde
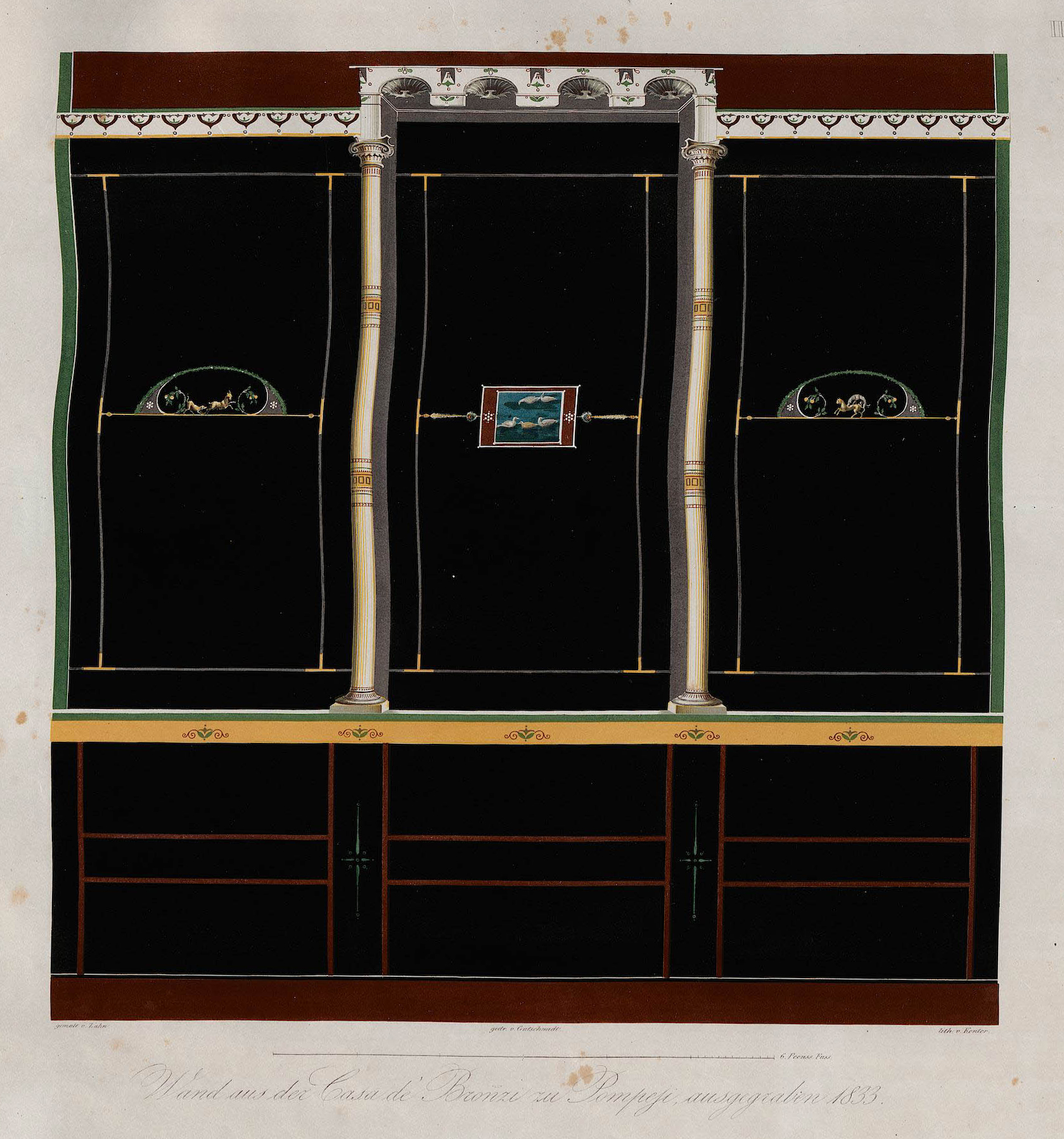
Wand im 3. Stil